# Sur les traces de ma mère
Pour plus de détails, voir Fiche technique et Distribution.
Sur les traces de ma mère est un film français de Ian Hansen, sorti en France le 20 novembre 2016.

## Synopsis
Anam Wagner (André Schneider), écrivain demeurant à Bruxelles, se rend à Berlin, sa ville natale, afin d'assurer la promotion de son livre Girl Asleep. Il en profite pour renouer avec sa famille avec qui il a eu des relations difficiles et notamment avec sa mère, une ancienne actrice de séries B. Il tombe amoureux de Luc, mais son histoire familiale l'empêche de s'investir dans cette nouvelle relation,.

## Fiche technique
- Réalisation et photo : Ian Hansen
- Scénario : André Schneider
- Producteurs : Adrian Mindak, André Schneider et Steve Trameau
- Son : Makis Asimakopoulos et Monika Kräutler
- Mixage son : Nikolaus Tunis
- Distribution : Optimale
- Durée : 93 minutes

## Distribution
- André Schneider : Anam Wagner
- Thomas Laroppe : Luc
- Alexandre Vallès : Fred Brulin
- Andreas Adam :	Roman Wagner
- Hubert Burczek : Wolfram Wagner
- Carrie Getman : Noémie Webster
- Marisa Mell : Marisa D'Oro (images d'archives)
- Ian Hansen : Erik
- Farouk El-Khalili : Fadi
- Jutta Wunderlich : Clara